# Pagertoyo
Pagertoyo is een bestuurslaag in het regentschap Kendal van de provincie Midden-Java, Indonesië. Pagertoyo telt 770 inwoners (volkstelling 2010).